# (120460) Hambach
(120460) Hambach – planetoida z pasa głównego asteroid okrążająca Słońce w ciągu 3 lat i 237 dni w średniej odległości 2,37 j.a. Została odkryta 13 października 1990 roku w Karl Schwarzschild Observatory w Tautenburgu przez Freimuta Börngena i Lutza Schmadela. Nazwa planetoidy pochodzi od Hambacher Fest, demonstracji z 1832 roku ponad 40 000 obywateli niemieckich różnych stanów. Przed nadaniem nazwy planetoida nosiła oznaczenie tymczasowe (120460) 1990 TD7.